# Гордейчук, Екатерина Ильинична
Екатерина Ильинична Гордейчук (19 ноября 1950, Студенок, Сумская область — 7 июля 2016, Широкое) — доярка акционерного общества «Широкое», Симферопольского района Крыма. Герой Украины (1999).

## Биография
Родилась 19 ноября 1950 года в селе Студенок Глуховского района Сумской области.
Отец был офицером, мать работала трактористом в колхозе «Красный партизан». Сестра — Любовь Ильинична — Мать-героиня (у неё родилось 12 детей).
После окончания восьмого класса, работала дояркой в колхозе. Десять классов закончила в соседнем селе, где была десятилетняя школа.
После замужества в 1969 году приехала с семьёй в село Широкое Симферопольского района, которое только строилось. Начала работать в совхозе, который получил статус государственного племзавода.
Всю жизнь работала дояркой, входила в «клуб пятитысячников» (так назывались те, кто надаивал более 5000 литров молока от одной коровы в год).
Из воспоминаний Гордейчук: «В совхозе были племенные коровы, 750 голов дойного стада. Стадо было уже сформировано, нужны были только рабочие руки. Были коровы породы Англер (красная молочная). Проводился очень строгий селекционный отбор: это коровы, которые давали более 6 тысяч литров молока в год. Когда-то доили руками, и на каждую доярку приходилось 25 голов. Доили 4 раза в день, потом трижды. Семь лет доили вручную, а когда освоили механическую дойку, на доярку приходилось по 33 коровы, и доить начали дважды».
За добросовестный труд в 1989 году Гордейчук была награждена грамотой Президиума Верховного Совета УССР. В 90-е годы надои молока на одну корову превысили пять тысяч литров в год, а однажды составили 6 тысяч литров. Практически каждый год Екатерина Ильинична принимала участие в выставке народного хозяйства в Киеве. Награждалась золотой, серебряной и бронзовой медалями ВДНХ. В 1999 году правительство Украины и лично президент Украины наградили Гордейчук Звездой Героя Украины. Она стала второй женщиной в истории независимой Украины и вторым представителем агропромышленного комплекса, кому было присвоено звание Герой Украины.
После выхода на пенсию проживала в селе Широкое Симферопольского района Республики Крым. Скончалась 7 июля 2016 года в Широком.

## Награды
- Награждалась золотой, серебряной и бронзовой медалями ВДНХ УССР.
- Грамота Президиума Верховного Совета УССР (1989).
- Герой Украины (с вручением ордена Державы; 21.08.1999 — за достижение высоких в регионе показателей с надоев молока, многолетний добросовестный труд в сельском хозяйстве).[2]
- Также награждена медалями.